# Lisebergbanan
Lisebergbanan is een achtbaan in het Zweedse park Liseberg, in de stad Göteborg Hij werd gebouwd door Anton Schwarzkopf in samenwerking met de Duitse staalproducent BHS en toen beginnend attractiebouwer Zierer. De baan is 1340,2 m lang en 45 m hoog. Tijdens de laatste bocht krijg je 3G te verwerken. In totaal kunnen er vijf treintjes tegelijk op rijden met elf bakjes voor twee personen. Hiermee kunnen ongeveer 2000 mensen per uur een ritje maken. Ontwerper Anton Schwarzkopf vond deze baan zijn persoonlijke favoriet.

## Ligging
De achtbaan is gelegen op een heuvel in het centrum van de stad. De baan volgt de natuurlijke vorm van de heuvel, wat hem een terreinachtbaan maakt. Verder zitten er in de lussen die de baan maakt ook nog enkele andere attracties ingeplant. Zoals een reuzenrad en een grote schommel.

## Ongeluk
In 2006 gebeurde er een ongeluk met deze achtbaan. Een karretje dat net op de lifthill was rolde terug in het station en botste op een ander treintje. Dit kon gebeuren omdat de terugrolbeveiliging, die ervoor moet zorgen dat de treintjes niet terug van de optakeling komen bij het omhoogtakelen, enkel op het laatste karretje was bevestigd. Er vielen enkele lichtgewonden, een paar dagen later ging de baan gewoon terug open.